# Ectopria reticulata
Ectopria reticulata là một loài bọ cánh cứng trong họ Psephenidae. Loài này được Champion mô tả khoa học đầu tiên năm 1897.